# 李璨 (明朝)
李璨（1396年—？），又名李燦，字子珍，福建福州府福清县人，明朝政治人物。

## 生平
正统三年（1438年），李璨舉戊午科福建鄉試第三十二名。正統四年（1439年）聯捷己未科進士，授江西萬載縣知縣，升衡州通判，卒於任內。

## 家族
曾祖必羙，祖伯紹，父俊，母劉氏。